# Eiao
Eiao è un'isola del Oceano Pacifico appartenente all'arcipelago delle Isole Marchesi.

## Geografia
Con 43,8 km² Eiao è la più estesa tra le isole poste all'estremo settentrione, ed è caratterizzata dalla presenza di un ampio altipiano centrale, che si spinge all'altezza massima di 576 m.
È la più grande isola disabitata dell'arcipelago, posta ad oltre 100 km dalla prima isola abitata, Nuku Hiva.

## Storia
Eiao fu scoperta da Joseph Ingraham nel 1791 che la battezzò Knox Island.
Per una breve parentesi nel XIX secolo fu trasformata in prigione, ma questa sua funzione venne ben presto abbandonata vista la difficoltà degli approvvigionamenti.
Nel corso degli anni settanta del XX secolo si pensò di usarla come sito per i test nucleari francesi.

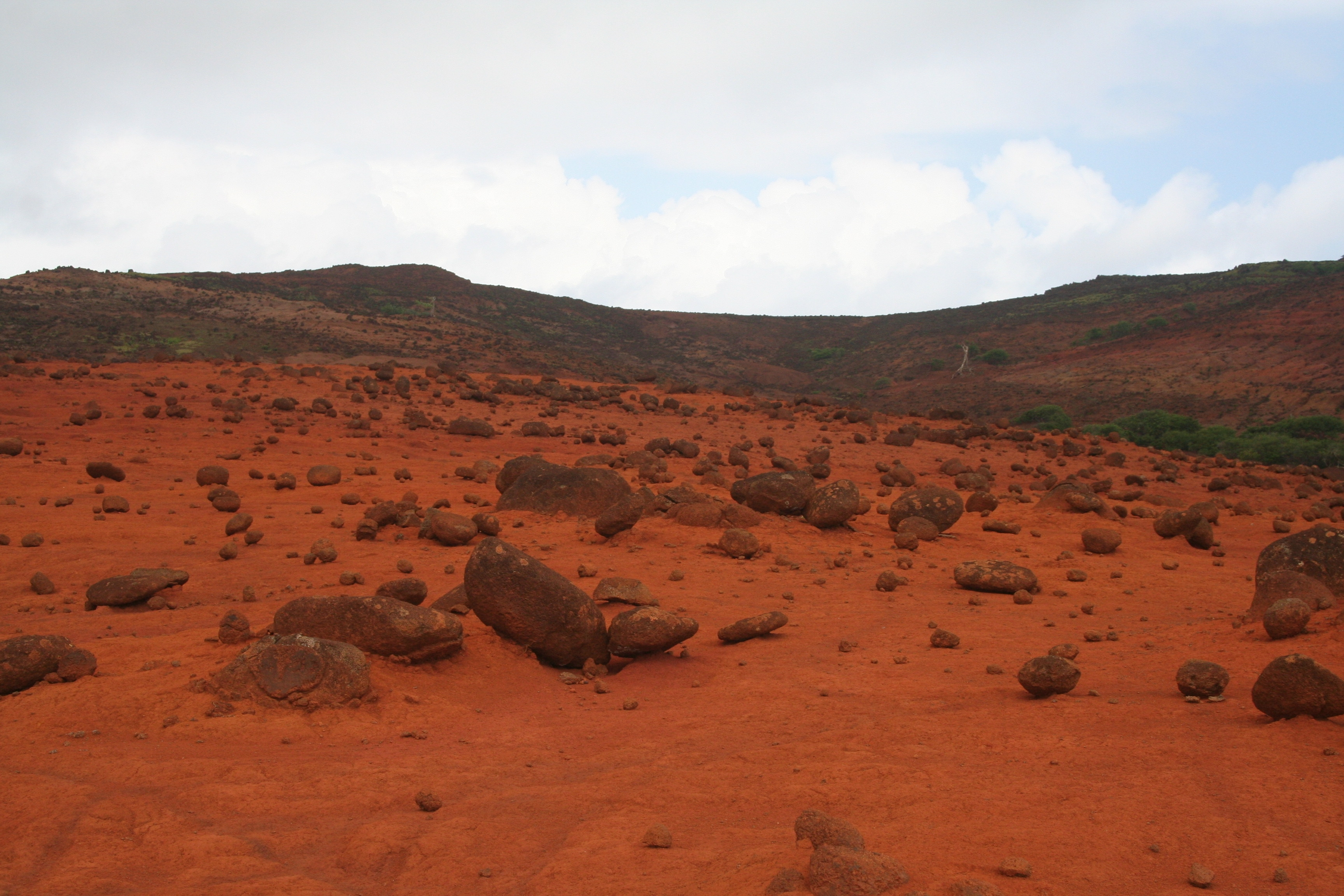
L'altipiano interno

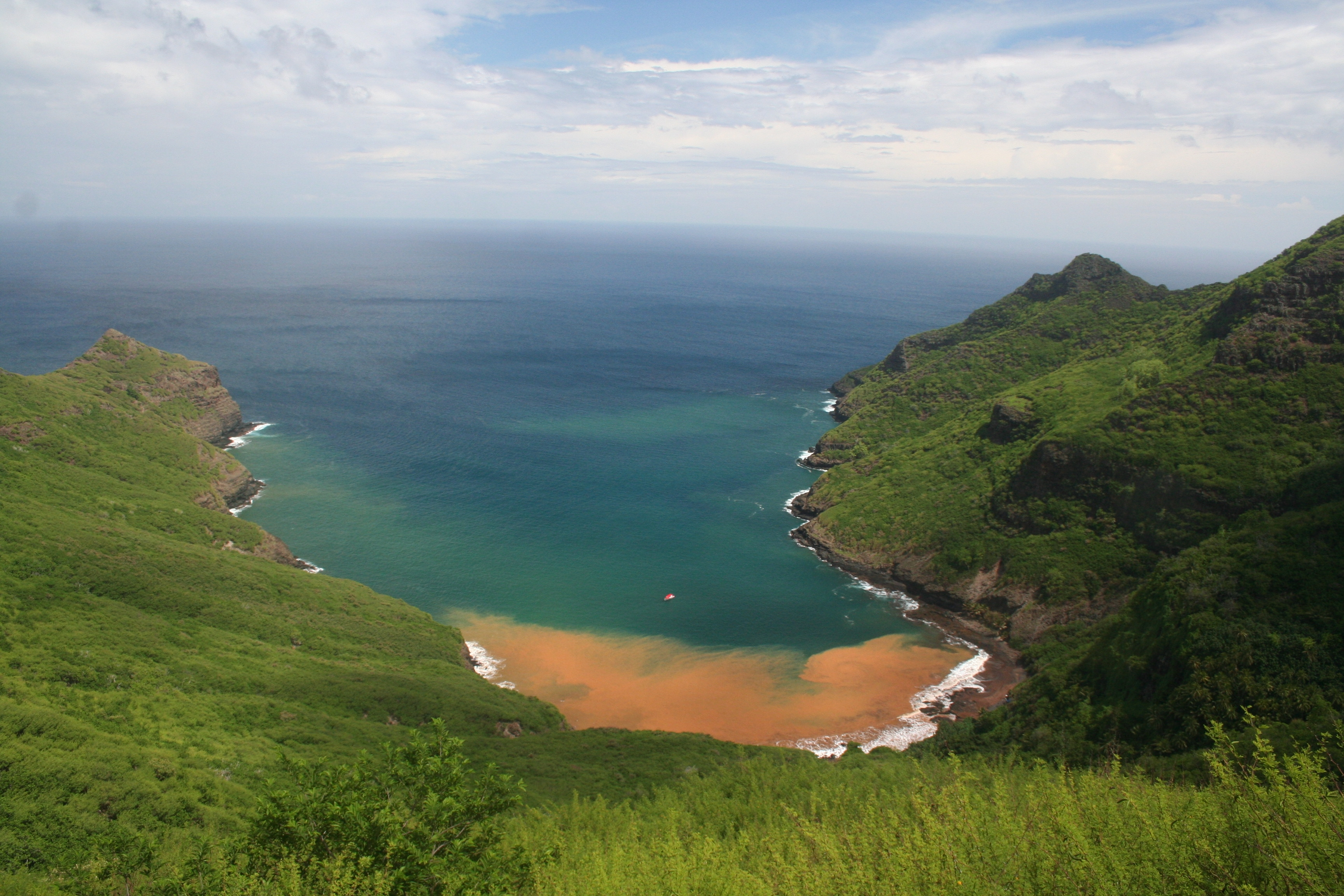
La costa di Eiao